# Glabrella
Glabrella, biljni rod iz porodice gesnerijevki sa 4 vrste iz Kine

## Opis
Glabrella je rod rasprostranjen u Kini, uključujući Guangxi, Guizhou, Yunnan i Sichuan. Ustanovljen je kao zaseban rod 2014. sa dvije vrste, G. longipes i G. mihieri . Godine 2015. uključena je u njega i G. leiophylla iz roda Briggsia. Posljednja 4, vrsta, Glabrella bogaoi,  otkrivena je 2023. u provincijama Guangxi, Guizhou.

## Vrste
1. Glabrella bogaoi S.W.Li & Yan Liu
2. Glabrella leiophylla (F.Wen & Y.G.Wei) F.Wen, Y.G.Wei & Mich.Möller
3. Glabrella longipes (Hemsl.) Mich.Möller & W.H.Chen
4. Glabrella mihieri (Franch.) Mich.Möller & W.H.Chen [3]